# Metopocoilus quadrispinosus
Metopocoilus quadrispinosus är en skalbaggsart som först beskrevs av Jean Baptiste Lucien Buquet 1860.  Metopocoilus quadrispinosus ingår i släktet Metopocoilus och familjen långhorningar. Inga underarter finns listade i Catalogue of Life.